# Willcox Women's Club
Le Willcox Women's Club est un bâtiment américain à Willcox, dans le comté de Cochise, en Arizona. Construit en 1936 dans le style Pueblo Revival, l'édifice est inscrit au Registre national des lieux historiques depuis le 27 mai 1987.